# Mohammed Atef

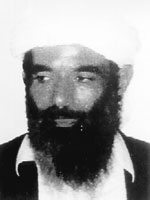
Mohammed Atef

Mohammed Atef (arabisch محمد عاطف, DMG Muḥammad ʿĀṭif; * 17. Juni 1944 in Menufiya / Ägypten; † 16. November 2001 in Kabul) war ein führender Kopf der ägyptischen Terrororganisation al-Dschihad und Militärchef der islamistischen Terrororganisation al-Qaida. Er wurde im Zuge des US-Einmarsches in Afghanistan von einer US-Drohne getötet und ist weltweit das erste bekannte Opfer eines Drohnenangriffs.
Atef bekleidete einen Posten innerhalb der ägyptischen Polizeikräfte. Er wurde 1981 aufgrund seiner Beteiligung am Attentat auf Anwar as-Sadat inhaftiert. Atef schloss sich 1983 dem Kampf der Mudschahedin gegen die sowjetische Armee in Afghanistan an. Er war seit Anfang 1987 auf bin Ladens Gehaltsliste und war Gründungsmitglied von al-Qaida. Er war langjähriger Militärchef der Organisation. Ihm wurde vorgeworfen, maßgeblich an der Planung der Anschläge vom 11. September und der Attentate auf US-Botschaften in Nairobi und Daressalam 1998 beteiligt gewesen zu sein. US-Stellen vermuteten ebenso, dass er bei der Entsendung von Kämpfern nach Somalia beteiligt gewesen war. Diese sollen bei der Schlacht von Mogadischu somalische Milizen unterstützt haben, die gegen die US-Truppen und Blauhelmsoldaten kämpften. Der somalische Warlord Mohammed Farah Aidid bestritt allerdings, Hilfe von al-Qaida erhalten zu haben.
Des Weiteren unterhielt er enge familiäre Beziehungen zu bin Laden. Im Dezember 2000, drei Monate nach dem Anschlag auf den US-Zerstörer Cole verheiratete er seine Tochter mit einem Sohn bin Ladens.
Atef wurde am 16. November 2001 in einem Vorort von Kabul mittels einer von einer MQ-1-Predator-Drohne abgeschossenen AGM-114-Hellfire-Rakete getötet.
Pseudonyme Atefs waren Abu Hafs, Abu Hafs al-Masri, Abu Hafs al-Masri al-Khabir, Taysir, Scheich Taysir Abdullah und Abu Khadidscha.